# Lucerna (Honduras)
Lucerna (uit het Spaans: "vuurvlieg") is een gemeente (gemeentecode 1408) in het departement Ocotepeque in Honduras.
Het dorp heette eerst San José del Guayaval. In 1875 werd het bezocht door een Europese bisschop, die er veel vuurvliegjes zag. Daarop werd de naam veranderd in Lucerna.
In 1875 werd het een zelfstandige gemeente. Dat werd in het volgende jaar weer ingetrokken. In 1883 werd het dan definitief een gemeente.
De gemeente ligt in de Vallei van Sensenti. Het dorp ligt aan de Río Grande.

## Bevolking
De bevolking is als volgt verdeeld:
| Vrouwen | 2963 | 48,7% |
| Mannen  | 3120 | 51,3% |

## Dorpen
De gemeente bestaat uit vier dorpen (aldea), waarvan het grootste qua inwoneraantal: Lucerna (code 140801).